# Пермяки (Кемеровская область)
Пермяки́ — село в Беловском районе Кемеровской области. Административный центр Пермяковского сельского поселения.

## География
Расположено на реке Иня в 40 км к востоку от города Белово. Центральная часть населённого пункта расположена на высоте 211 метров над уровнем моря.

## Население
| 2010 |
| ---- |
| 1553 |